# Gremi (bedrijf)

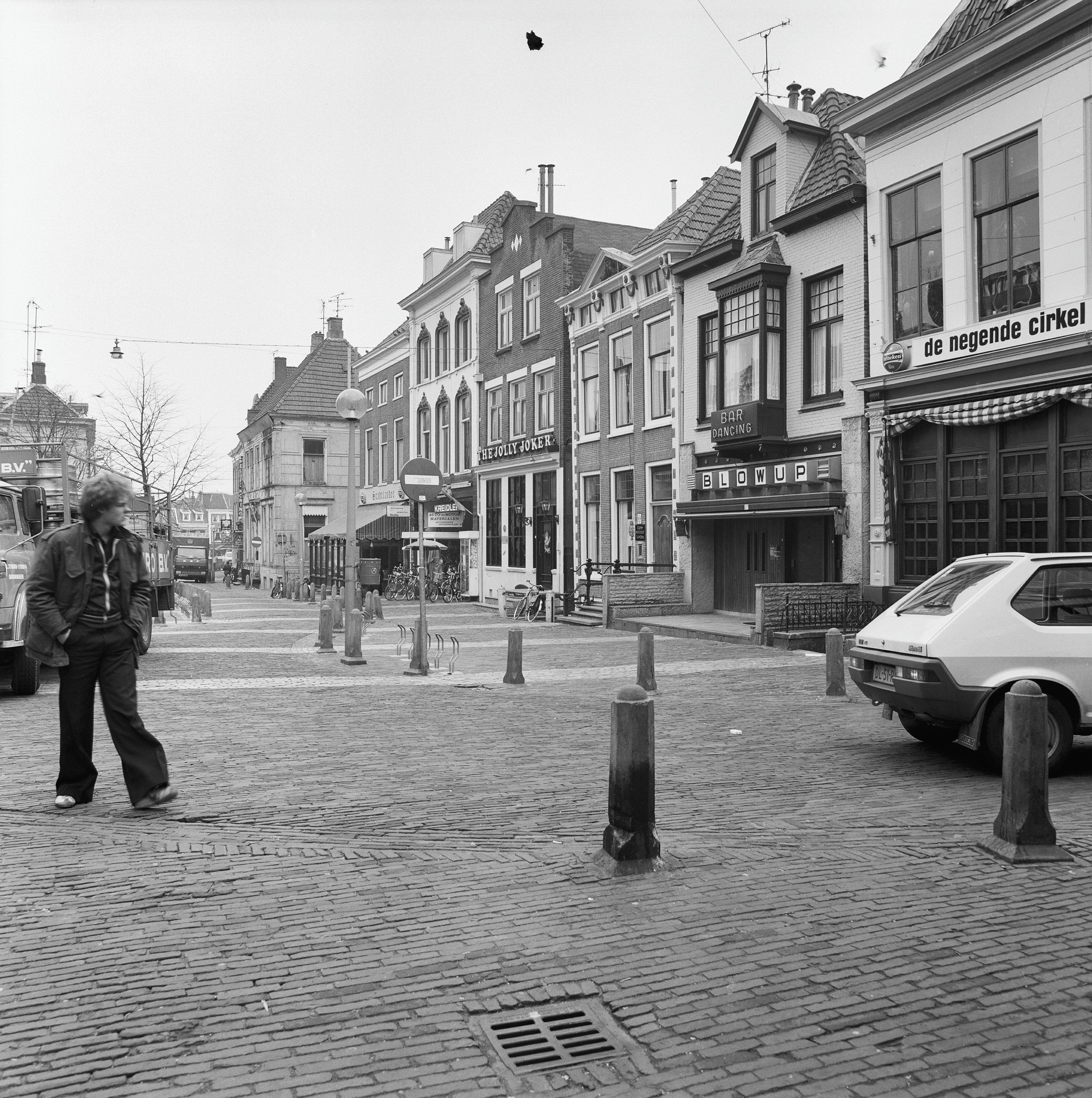
Gremi is begonnen aan de Poelestraat 27, op deze foto uit 1980 is Dancing Blow Up in dat pand gevestigd.

Gremi (ook N.V. Groninger Rijwiel En Motor Industrie en Gremi Auto-import b.v.) was een Nederlandse organisatie in de automobielbranche, gevestigd in Groningen.

## Het begin
Op 1 mei 1903 opende de heer P. Wouda aan de Poelestraat te Groningen een rijwiel- en motorzaak en begon hij met de verkoop van FN-motorfietsen. Auto's waren er toen in Groningen nog vrijwel niet en deze waren rechtstreeks bij de importeurs gekocht, in Groningen was nog geen autohandelaar. Voor de reparaties konden ze echter wel terecht bij de heer Wouda die weldra alle auto's van Groningen in onderhoud had. Een logische stap was toen de verkoop van de vierde auto in Groningen, een Spyker. Langzaam begon het bedrijf te groeien, er werden meer auto's verkocht. Vooral tijdens en na de Eerste Wereldoorlog werden er goede zaken gedaan. In 1920 besloot de heer Wouda zich uit dit bedrijf terug te trekken en de zaak in een Naamloze vennootschap om te zetten.

## De N.V. "Groninger Rijwiel En Motor Industrie"

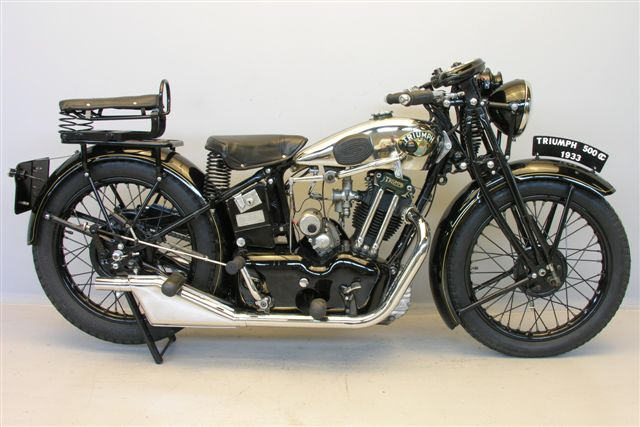
Triumph NT 500 cc

Deze nieuwe N.V. had als directeur de heer P. Been, de aandelen werden geplaatst bij enkele vooraanstaande Groningers, bij de heer Wouda en ook een paar bij de heer Been. In de eerste jaren gingen de zaken echter niet zo goed. Er was een enorme terugval in de prijzen en het fabriceren van de "Gremi" rijwielen was op kleine schaal niet erg lonend. In 1920 werden slechts 18 nieuwe motorrijwielen verkocht en in 1920 waren dat er maar 11. In 1922 werd de alleenverkoop van Indian-motorrijwielen voor Groningen genomen en daarvan werden in 1923 al 24 stuks afgeleverd, maar in 1924 bleek er meer vraag te ontstaan naar lichtere, Engelse motoren en liep de Indian-omzet terug.
De koers moest worden veranderd, de heer Been zag in dat er andere wegen moeten worden ingeslagen als bij het bedrijf werkelijk groot wilde maken voor zijn drie zoons. Hij zag mogelijkheden in een rechtstreekse import uit Engeland en verkreeg in 1925 de alleenverkoop van de Triumph-motorrijwielen voor de provincies Groningen en Drenthe. Een tot dan onbekend merk maar in 1925 werden er al 66 Triumphs verkocht. In 1926 werd Gremi lid van de RAI en de serie motorrijwielmerken in 1927 uitgebreid met de FN die uit België werd ingevoerd, gevolgd door TWN uit Duitsland. In 1932 had Gremi de Triumph-import voor alle provincies boven de grote rivieren en werkte de zaak dus al over half Nederland. In dat jaar kon de heer Been alle nog uitstaande Gremi-aandelen kopen en werd daarmee de enige aandeelhouder.

## Import van auto's
De Triumph-fabriek was inmiddels ook auto's gaan maken, ook deze werden geïmporteerd en daarmee deed Gremi de eerste ervaringen met het invoeren van auto's op. De afdeling fietsen werd in 1933 opgeheven. Toen in 1935 alle drie zoons inmiddels ook in de zaak waren gekomen besloot men het importeren en via dealers verkopen uit te breiden met een motorfabriek die alleenverkoop voor geheel Nederland zocht en nog geen importeur in Nederland had: Ardie. De verkoop werd krachtig aangepakt en in 1936 werden er al bijna 500 stuks ingevoerd. Helaas ging Triumph in 1936 failliet en daarmee verloor Gremi het importschap, men besloot daarom Horex uit Duitsland en Monet-Goyon erbij te nemen. Door het uitbreken van de Tweede Wereldoorlog kwam het bedrijf echter nagenoeg tot stilstand.

## De oorlogsjaren
De nog voorradige nieuwe motoren, die ingeleverd hadden moeten worden, werden op de zolder verborgen en er werd overgeschakeld op de verkoop van lederkleding, traditioneel een zijlijn van het bedrijf. Een andere zijlijn van het bedrijf was de instrumentenafdeling, ook deze zijlijn werd een hoofdlijn alleen werden er in de instrumentmakerij geen snelheidsmeters gerepareerd maar handdynamo's. Deze knijpkatten waren, omdat er geen batterijen meer te krijgen waren, bijzonder waardevol geworden en reparatie was daarom lonend. Toen de bevrijding kwam, kwam de verstopte onderdelenvoorraad weer voor het licht en werd direct met reparatie van motorrijwielen begonnen. De verstopte nieuwe motoren werden klaargemaakt en verhuurd en er werd begonnen met het geven van rijlessen. Ook werden weer contacten gelegd om motorrijwielen te importeren, zoals met AJS in Engeland, Peugeot in Frankrijk en Csepel in Hongarije. In Duitsland werden de banden met Ardie en Horex weer aangeknoopt.

## Brommers en scooters
In 1948 was de bromfiets een nieuwe ontwikkeling en Gremi zag grote mogelijkheden voor de Mosquito-rijwielmotor. Ook de omstreeks 1952 in Italië ontstane scooter leek Gremi beslist goed te verkopen en men kwam in contact met Hans Glas GmbH, een Beierse fabrikant van landbouwmachines die een scooter had gemaakt met de naam Goggo. Deze sloeg ook in Nederland goed aan en in 1954 werd een omzet van meer dan 1000 Goggo-scooters bereikt, goed voor een tweede plaats op de ranglijst van scooterverkopen.

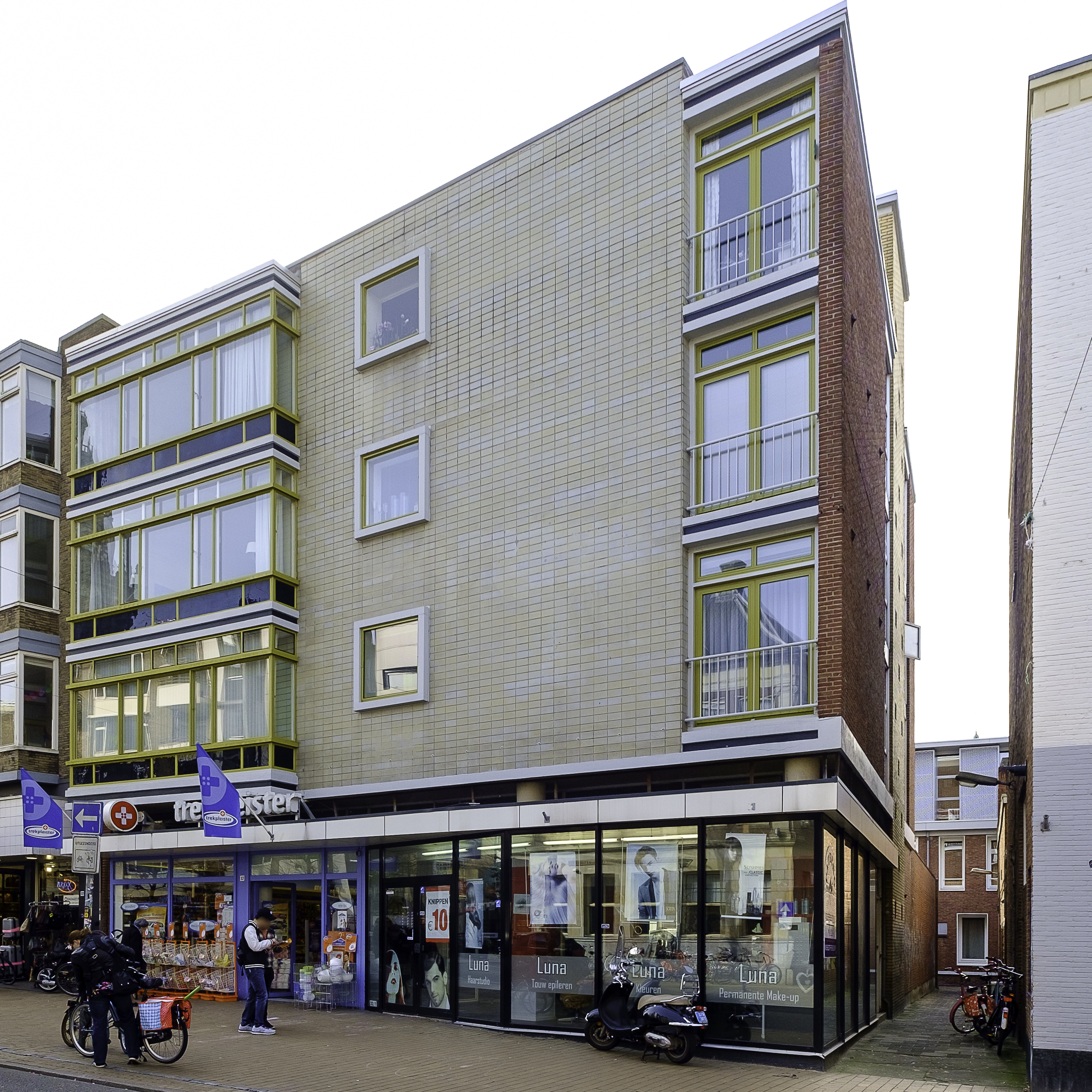
Het voormalige Gremi-pand aan de Oude Ebbingestraat, geopend op 16 december 1954. De directiewoningen bevonden zich boven het bedrijf. Aan de achterkant was de werkplaats ondergebracht.

Met alle activiteiten zat Gremi verspreid over meerdere panden in de stad Groningen. Begin jaren vijftig kocht Gremi daarom van de Gemeente Groningen twee kavels van het tijdens de bevrijding van Groningen zwaar beschadigde gebied aan de Oude Ebbingestraat en liet daar een modern pand bouwen met alle afdelingen onder één dak en daarboven woningen voor de gebroeders Been en hun gezinnen.

## Goggomobil

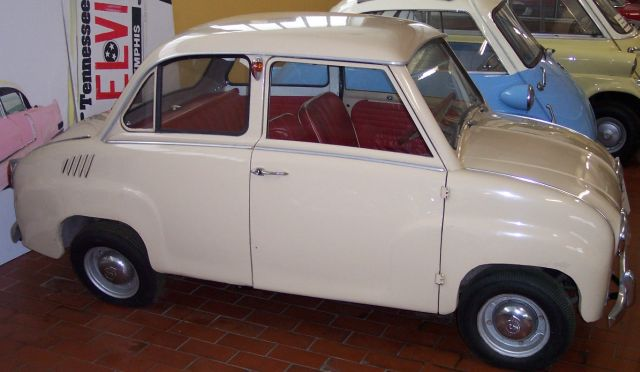
Goggomobil

De gestegen welvaart deed echter veel motor- en scooterrijders overstappen naar een auto. De marktverschuiving van twee- naar vierwielers deed zich gelukkig ook in Duitsland voor en Glas schoof mee, hij ging naast de Goggo-scooter ook kleine autootjes maken die hij Goggomobil noemde. Gremi pakte de verkoop en service groots aan en drukte zelf technische cursussen en servicebulletins. Ook werd voor de particuliere "doe-het-zelf"-autorijders een uitgebreid handboek geschreven met de titel "Tussen de bumpers van de Goggomobil", waarvan 11 drukken verschenen want de Goggomobil sloeg enorm aan. In 1956 werden er al meer dan 500 verkocht en in 1957 steeg het verkoopcijfer tot boven de 1100.
De productie van de Goggo-scooter werd in 1957 gestopt en de fabrikant voegde een paar nieuwe modellen aan de Goggomobil-serie toe: een kleine bestelwagen, een sportieve coupé en een grotere auto, de Isar. Intussen ging het met de tweewielersector bergaf. De Horex-fabriek staakte de productie en de AJS-omzet liep flink terug. Er moest compensatie gezocht worden met de verkoop van de Goggomobil en zo ontstond de beroemde "20 KM"-affaire.
In de wet stond dat voor een motorvoertuig waarvan de topsnelheid 20 km/u was, geen rijbewijs of kenteken nodig was mits deze voertuigen waren voorzien van een bord met de aanduiding "20 KM". Gremi zag hierin mogelijkheden om een extra verkoop van de Goggomobil te krijgen bij bejaarden en invaliden. Er werd een speciale uitvoering bedacht waarvan de snelheid tot 20 km/u beperkt bleef en daarmee werd reclame gemaakt. Dit gaf aanleiding tot Kamervragen en leidde zelfs tot een proefproces dat door Gremi werd gewonnen omdat de in samenwerking met TNO ontwikkelde blokkering betrouwbaar bleek te zijn. Er werden honderden aangepaste Goggomobils verkocht maar daarmee liep de zaak uit de hand: veel handelaren knoeiden met oude, grotere wagens (blokjes onder het gaspedaal) en schroefden er "20 KM" op. Dat gaf de minister aanleiding om de wet te veranderen en dit betekende het einde van de "20 KM"-vrijheid.

## "Echte" auto's

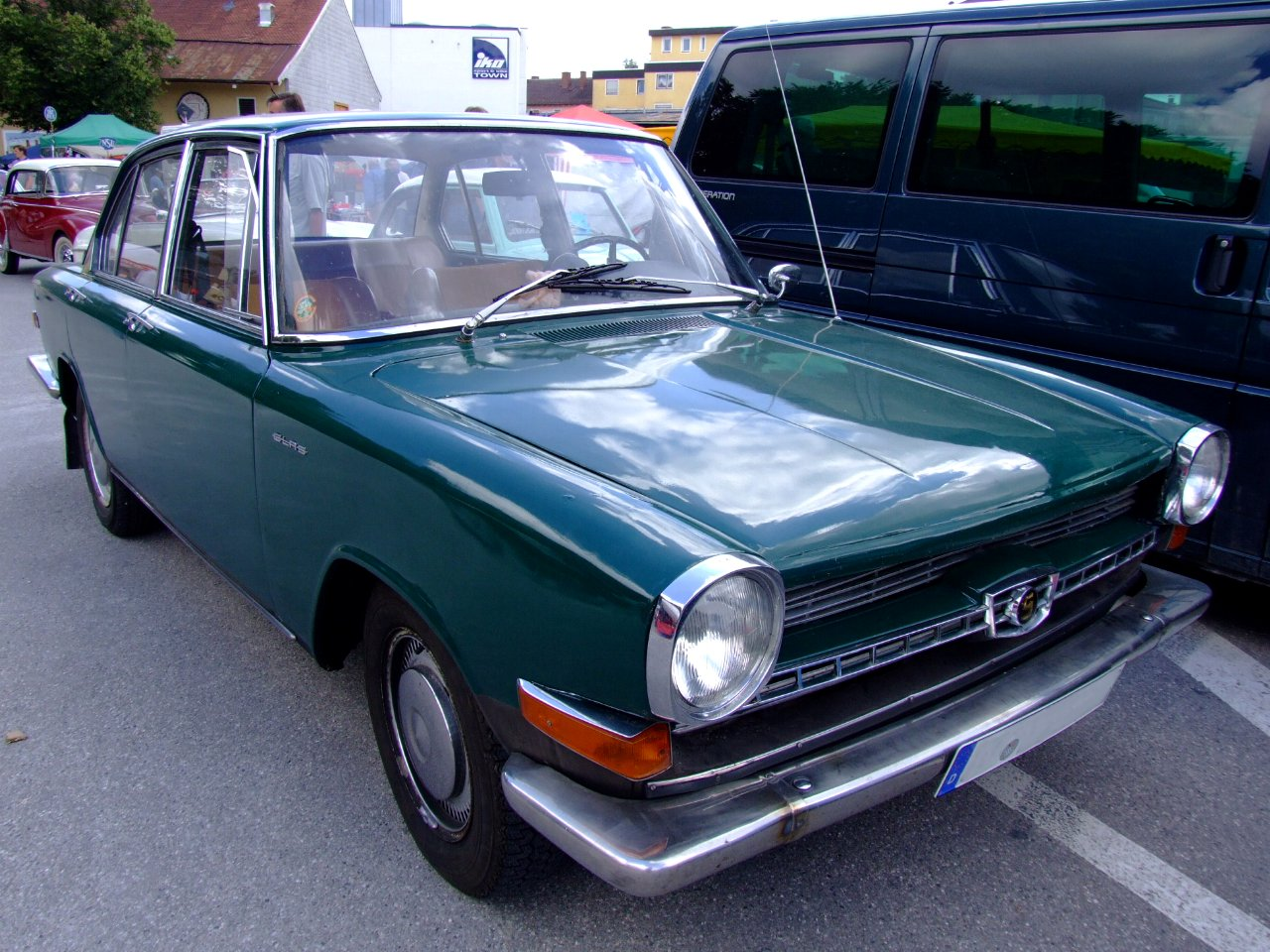
Glas 1700 TS

De auto-omzet groeide en daardoor kon het bedrijf niet lang meer in de binnenstad blijven. In 1962 kwam Glas met geheel nieuwe modellen onder de merknaam Glas. Precies op tijd want door de gestegen welvaart daalde de omzet van de kleine Goggomobil en ook de motorafdeling moest worden gestopt omdat deze onrendabel was geworden. Binnen slechts enkele jaren was het merk Glas al een begrip geworden in Nederland en in 1965 ging de eerste paal in de grond van het nieuwe Gremi-gebouw aan de Osloweg.
Gremi was de grootste afnemer van Glas in Europa en omdat de fabriek groeide, moest Gremi meegroeien. Maar toen het nieuwe gebouw in november 1966 klaar was, werd de Glas-fabriek overgenomen door BMW en viel de bodem plotseling onder Gremi weg. Gremi moest op de AutoRAI in februari 1967 met een nieuw merk komen om te voorkomen dat de dealers daar een ander merk zouden nemen.
Medio januari 1967 was de oplossing gevonden: door aankoop van de aandelen, voorraden en gebouwen van de N.V. Imoca in Ravenstein had Gremi de alleenverkooprechten gekregen van de gehele Sovjet-Russische auto-industrie. Deze was in opkomst, er liepen al meer dan 3.000 Russische auto's in Nederland zodat direct een redelijke omzet in onderdelen te verwachten was en de Russische exportonderneming V/O Avtoexport stond internationaal bekend om de correcte wijze van zakendoen. Ook was de samenwerking tussen de Russische auto-industrie en de FIAT-fabrieken in 1966 al bekend en dat wees erop, dat de toekomstige modellen zich in West-Europese stijl zouden ontwikkelen.
Toch bleken de volgende jaren niet in alle opzichten even gemakkelijk. De overgang van de vlot verkoopbare, sportieve Glas-auto's naar de degelijke Russische wagens betekende hard werken. Het modellenpalet bestond uit de Moskvitsj 408 (Scaldia), de verouderde GAZ M21 Volga en de ZAZ 965 (Jalta). De Jalta en de Volga waren weinig succesvol zodat Gremi in feite op de Scaldia dreef. Gedurende de jaren 1967-1970 draaide de omzet ieder jaar zo rond de 1000 Russische auto's en het zou tot 1971 duren voor de verwachte doorbraak kwam.

## Lada en Zastava

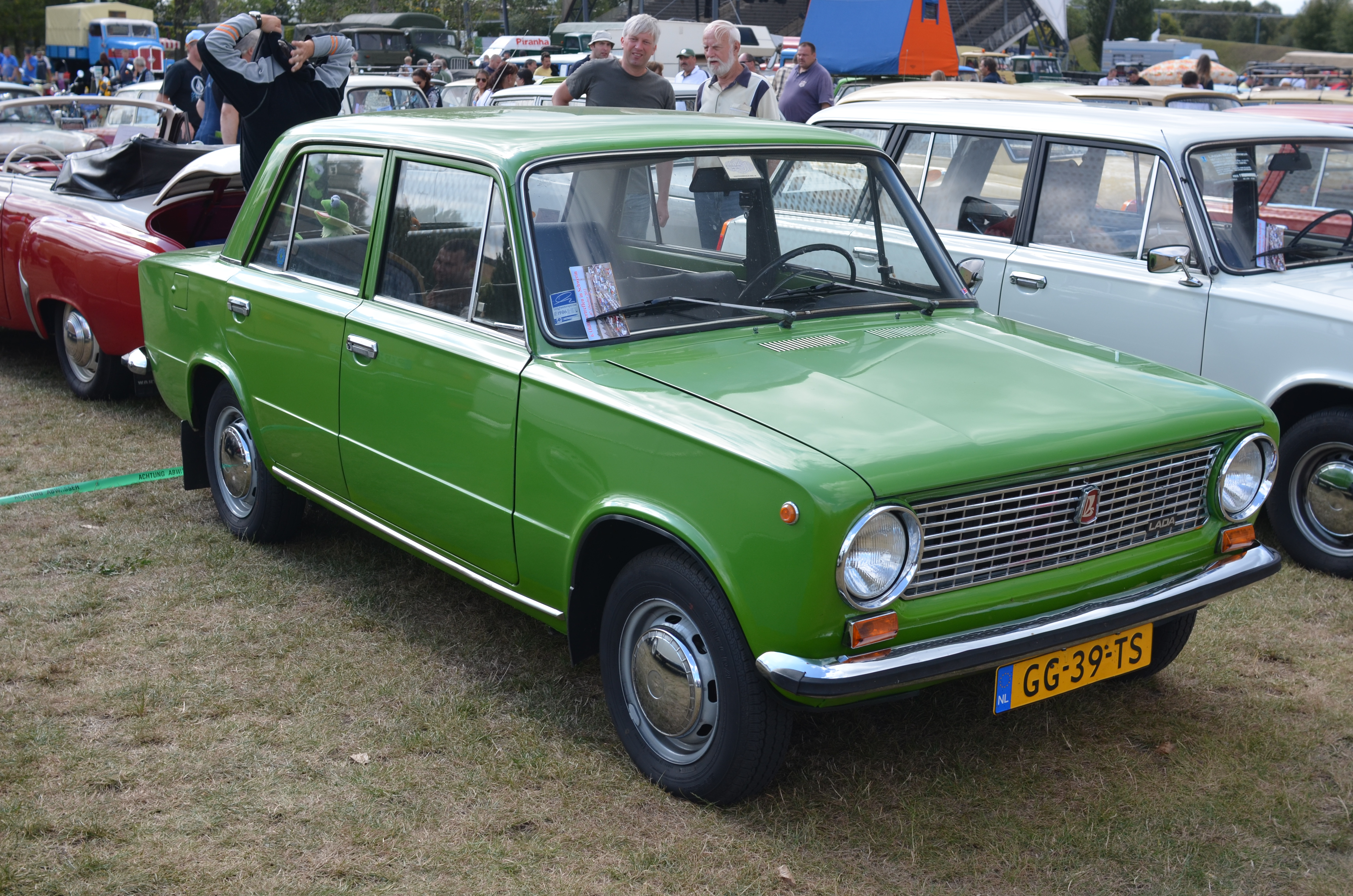
Lada 1200

In 1971 begon Avtoexport met de export van een nieuwe auto, de Lada 1200, het product van een enorme fabriek die met hulp van FIAT was gebouwd. Daarnaast legde Gremi in 1971 ook de alleenverkoop vast van de Joegoslavische Zastava-auto's, eveneens nauw samenwerkend met FIAT. Zo was men niet meer afhankelijk van één merk of leverancier.
In 1972 was de omzet gestegen tot bijna 2800 auto's en werd voor het eerst weer het topjaar 1965 overtroffen. Het nieuwe pand bleek al snel te klein en uitbreidingen volgden. In 1973 werd de naam N.V. Gremi gewijzigd in Gremi Auto-import b.v.. Het modellenpalet van Lada werd uitgebreid met een combi en daarnaast werden luxere varianten op de markt gebracht met 1,5 en 1,6 liter motoren. In 1978 verscheen de Lada Niva en in 1982 de Lada 2105. Al snel volgden twee nieuwe varianten, de 2104 (combi) en de 2107.

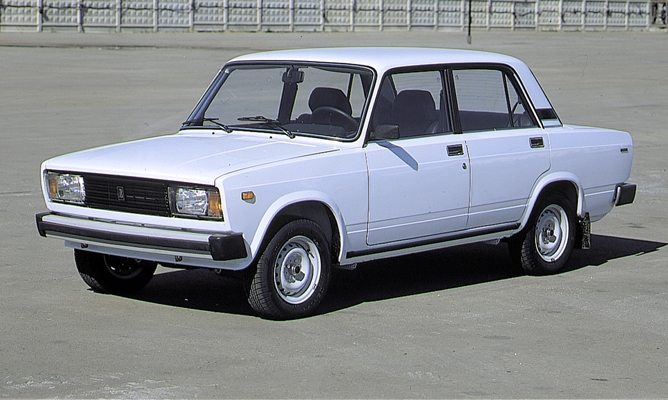
Lada 2105

Gremi paste op de Lada’s dezelfde strenge controle voor uitlevering toe als op de Jalta, Scaldia en Volga. Mede daardoor en het coulant omgaan met garantiegevallen werd Lada in Nederland zeer populair. Het jaar 1986 zou het topjaar van Gremi en Lada in Nederland worden: er werden toen bijna 13.000 Lada’s geregistreerd. In 1986 werd het merk Zastava afgestoten, Gremi had de handen vol aan Lada en de Zastava-verkopen bleven al die jaren beperkt.
De originele Lada, inmiddels omgedoopt tot 1200S, hield het nog tot 1989 vol maar het werd tijd voor vernieuwing. In de Sovjet-Unie was begin jaren tachtig de voorwielaangedreven Lada Samara ontwikkeld, deze werd in 1986 voor het eerst in Nederland geleverd. Eind jaren tachtig heeft Gremi nog een poging ondernomen om de Aleko naar Nederland te halen en ook keek men naar de Oka en de Tavria, het bleek echter lastig om deze auto's te importeren.

## Het einde
In 1991 verkocht Gremi ongeveer 3000 Lada’s maar na het uiteenvallen van de Sovjet-Unie werden de leveringen onregelmatiger. De fabriek stelde  de nieuwe Lada 110 voor, maar had nog niet de middelen om tot productie over te gaan. Een tussenoplossing was de Samara Baltic maar deze bij Valmet in Finland geassembleerde Samara was eigenlijk te duur. De noodzaak om met nieuwe modellen te komen groeide elk jaar en de verkoopcijfers daalden drastisch.
Intussen was in 1990 het aandelenpakket van Gremi verkocht aan A.R.M., onderdeel van een investeringsmaatschappij die in 1994 Gremi weer overdeed aan "Euro Lada GmbH" in Hamburg. In 1995 werden nog slechts 1047 nieuwe Lada’s geregistreerd. Nadat er in 1998 en 1999 geen nieuwe Lada’s meer werden geleverd, werd in 1998 nog wel de oude voorraad uitverkocht. Toen Euro Lada in 1999 failliet ging, viel ook het doek voor Gremi.

## Trivia
Een wandmozaïek van Anno Smith op een binnenmuur van het Gremi-pand aan de Oude Ebbingestraat verhuisde in 1966 mee naar het nieuwe pand aan de Osloweg. Het kunstwerk van keramiek is vernietigd bij sloop van dat pand.